# Rue Alexandre-Bida
La rue Alexandre-Bida (en occitan : carrièra Alexandre Bida) est une voie de Toulouse, chef-lieu de la région Occitanie, dans le Midi de la France.

## Situation et accès

### Description
La rue Alexandre-Bida est une voie publique. Elle se situe dans le quartier Saint-Étienne.
Elle est longue de 146 mètres, parfaitement rectiligne et orientée au nord, d'une largeur régulière de 10 mètres. Elle naît de la place Saint-Jacques et se termine au carrefour des allées Forain-François-Verdier.
La chaussée compte une voie de circulation automobile en sens unique, des allées Forain-François-Verdier vers la place Saint-Jacques. Elle est définie comme une zone de rencontre et la vitesse est limitée à 20 km/h. Il n'existe pas de bande, ni de piste cyclable, quoiqu'elle soit à double-sens cyclable.

### Voies rencontrées
La rue Alexandre-Bida rencontre les voies suivantes, dans l'ordre des numéros croissants :
1. Rue Saint-Jacques
2. Allées Forain-François-Verdier

### Transports
La rue Alexandre-Bida n'est pas directement desservie par les transports en commun. Elle débouche cependant sur les allées Forain-François-Verdier, parcourues par la ligne de Linéo L9 et la ligne de bus 29. Plus au nord, au carrefour du boulevard Lazare-Carnot, se trouvent également la station François-Verdier, sur la ligne de métro , ainsi que les arrêts des lignes de Linéo L1L8L9 et de bus 29.
La station de vélos en libre-service VélôToulouse la plus proche est la station no 44 (1 allées Forain-François-Verdier).

## Odonymie

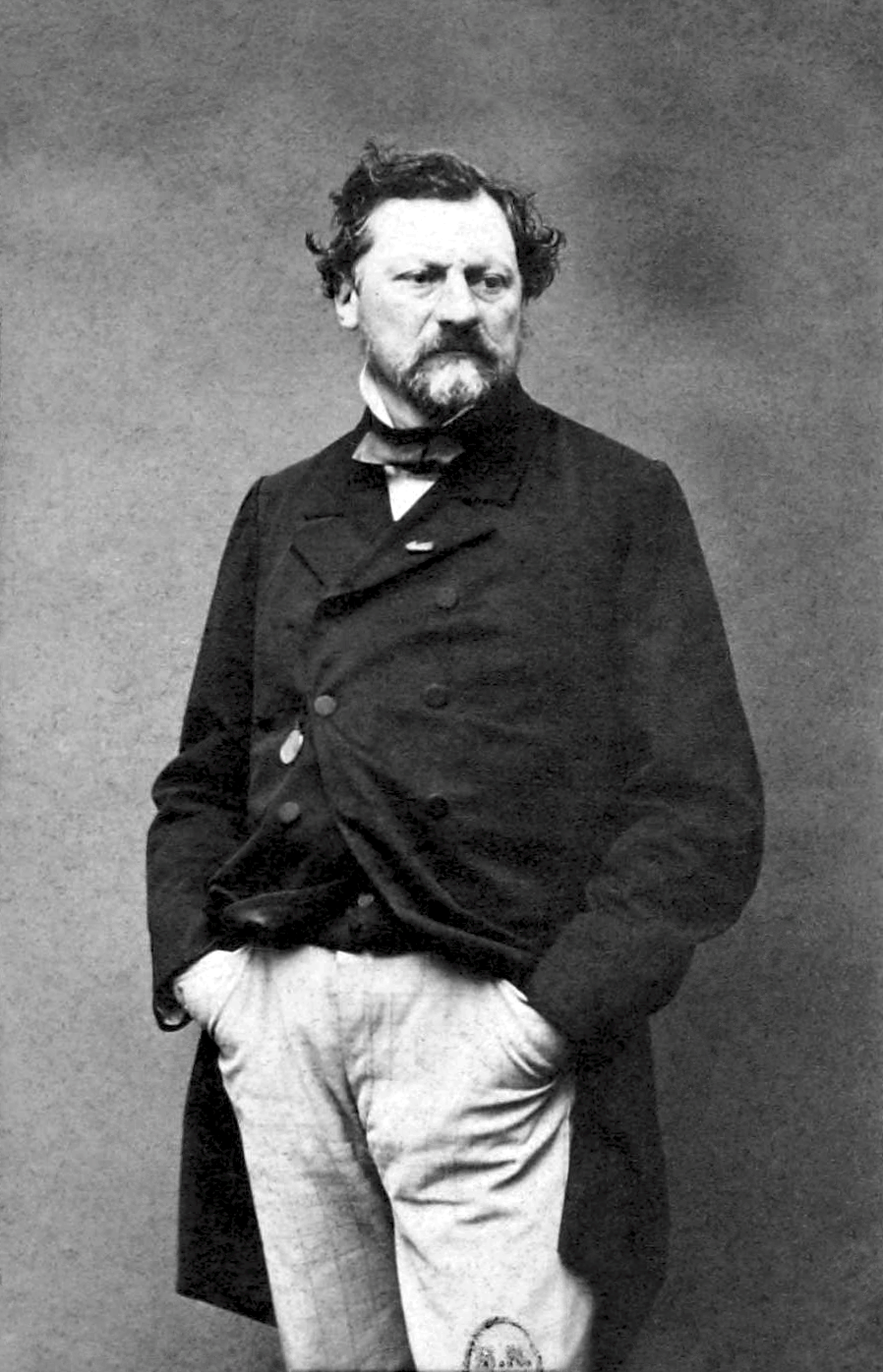
Portrait d'Alexandre Bida par Étienne Carjat (vers 1865, BnF).

En 1896, la rue est nommée en hommage à Alexandre Bida (1813-1895), peintre et graveur né à Toulouse. Élève d'Eugène Delacroix, il fut un représentant de la peinture orientaliste au XIXe siècle.
La rue était jusqu'à cette date, et depuis le XVIIIe siècle, désignée comme la rue du Foirail-Saint-Étienne : ce « foirail » était un champ de foire, aménagé au pied des remparts de la ville, entre la porte Montoulieu (emplacement de l'actuelle rue du Huit-Mai-1945) et l'allée Saint-Étienne (actuelle allées Forain-François-Verdier).

## Patrimoine et lieux d'intérêt

### Rempart gallo-romain
Inscrit MH (1990), puis  Classé MH (2022).
Le rempart gallo-romain de la cité de Tolosa est construit au Ier siècle, probablement dans les années 20-30 sous le règne de l'empereur Tibère. Long de 3 km, il enserrait une superficie de 90 hectares. Il ne s'agissait pas à l'origine d'une muraille protectrice, mais plutôt d'une enceinte de prestige, manifestant l'importance de la cité vis-à-vis de ses voisines. C'est à partir de la fin de l'Antiquité et au Moyen Âge que le rempart gallo-romain trouve une utilisation défensive. Le rempart repose sur une fondation de galets de Garonne. Il est constitué, en partie basse, d’un parement de petits moellons de calcaire, séparé par trois arases de briques. Au-dessus, la construction n'est qu'en briques. Les tours, quant à elles, ont un diamètre extérieur de 10 mètres et elles s'élevaient probablement sur 7 mètres.

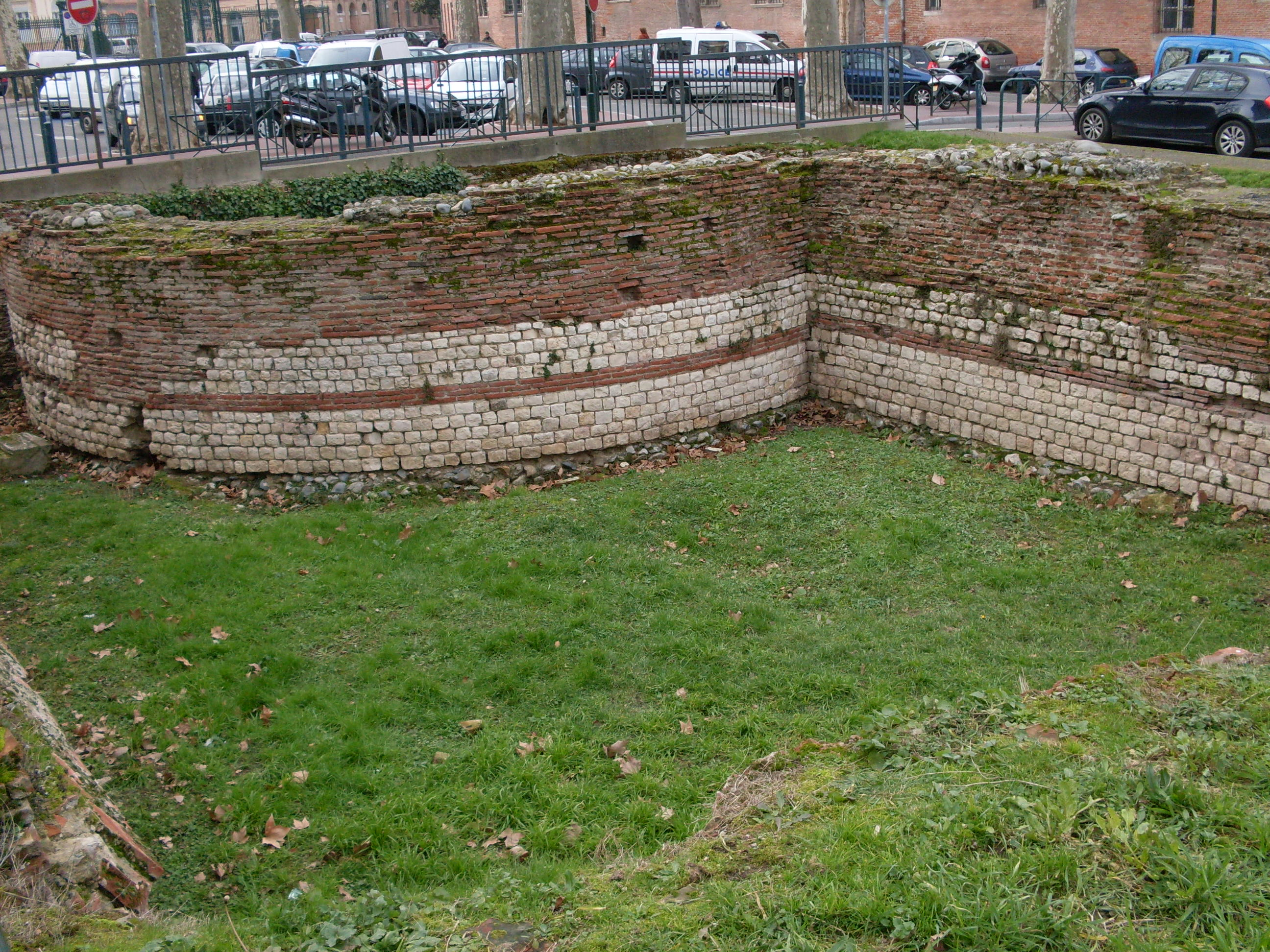
Vestiges du rempart gallo-romain.

- no  1-3 : vestiges d'une tour et du rempart. 
En 1973, la démolition d'un immeuble à l'angle de la place Saint-Jacques (actuels no 1-3 de cette rue) permet de mettre au jour une tour et un pan du mur du rempart. À la suite de fouilles archéologiques, le projet immobilier est abandonné et les vestiges sont laissés visibles. Ils sont ensuite inscrits à l'inventaire supplémentaire des monuments historiques en 1990, puis classés au titre des monuments historiques en 2022[4].

- no  5 bis : vestige d'une tour[5].

### Immeubles
- no  5 : siège de la ligue du Midi de football. 
Un premier immeuble est construit en 1953 pour abriter le siège de la ligue du Midi de football, sur les plans de l'architecte Édouard Weiller. Il est surélevé en 1974 par l'architecte Santor Horvath. En 1982, il devient une annexe du rectorat de l'académie de Toulouse, qui occupe l'hôtel de Lestang (actuel no 20 rue Saint-Jacques). En 2016, à la suite de l'installation du rectorat sur la ZAC Niel (actuel no 75 rue Saint-Roch), le bâtiment est rénové et transformé en appartements.
Le bâtiment, d'un style moderne, possède une ossature en béton. Le rez-de-chaussée dont la façade était simplement en ciment enduit, a reçu en 2016 un plaquis de briques. Une corniche, qui passe au niveau de l'appui des fenêtres du 1er étage, sépare le rez-de-chaussée des niveaux supérieurs, couverts d'un plaquis de briques en parement. La porte, à droite, est surmontée de l'écusson de la ligue de football du Midi, en terre cuite vernissée[6].

- no  12 : immeuble Calbairac (1895, Jules Calbairac)[7].